# Бутома, Борис Евстафьевич
Бори́с Евста́фьевич Буто́ма (28 апреля (11 мая) 1907, Порт-Петровск, Дагестанская область, Российская империя — 11 июля 1976, Москва, СССР) — советский государственный и хозяйственный деятель. Герой Социалистического Труда. Лауреат Ленинской премии и Сталинской премии второй степени.

## Биография
Родился 28 апреля (11 мая) 1907 года в Порт-Петровске (ныне Махачкала, Дагестан) в семье дьякона местной православной церкви.
Член ВКП(б) с 1928 года.
В 1936 году окончил Ленинградский кораблестроительный институт.
- 1936—1948 — работал на Дальзаводе[3]: заместитель начальника цеха, начальник цеха, главный инженер, директор.

В 1948—1952 — начальник Главного управления Министерства судостроительной промышленности СССР.
В 1952—1953 — заместитель министра судостроительной промышленности СССР.
В 1953—1954 — заместитель министра транспортного и тяжелого машиностроения СССР.
В 1954—1957 — заместитель министра судостроительной промышленности СССР.
В 1957—1965 — председатель Госкомитета Совета Министров СССР по судостроению (Госкомитет по судостроению СССР).
В 1961 году на 22-м съезде КПСС был избран кандидатом в члены ЦК КПСС.
Депутат ВС СССР 6—8 созывов (с 1962 года).
С марта 1965 года до конца жизни — министр судостроительной промышленности СССР.
С 1966 года — член ЦК КПСС.
Умер 11 июля 1976 года в Москве в возрасте 69 лет. Похоронен в Москве на Новодевичьем кладбище (участок № 6).

## Награды
- Герой Социалистического Труда (1959)[1] — за создание головной атомной подводной лодки проекта 627, К-3 «Ленинский комсомол»
- пять орденов Ленина (23.07.1959, 17.06.1961, 28.04.1963, 30.04.1967, 25.10.1971): один из трёх в Дагестане кавалеров пяти орденов Ленина (другие — Даниялов, Абдурахман Даниялович и Умаханов, Магомед-Салам Ильясович);
- два ордена Трудового Красного Знамени (1945; 25.07.1966);
- медаль «За трудовую доблесть» (9.10.1952)
- медаль «За трудовое отличие» (2.10.1950)
- Сталинская премия второй степени (1949)[1] — за коренные усовершенствования постройки кораблей
- Ленинская премия (1974) — за создание стратегической ПЛ 667Б.

## Память
Мемориальная доска установлена в г. Москве на доме 31/29 по ул. Поварской (жилой дом Минсредмаша, объект культурного наследия)

Могила Бутомы на Новодевичьем кладбище Москвы

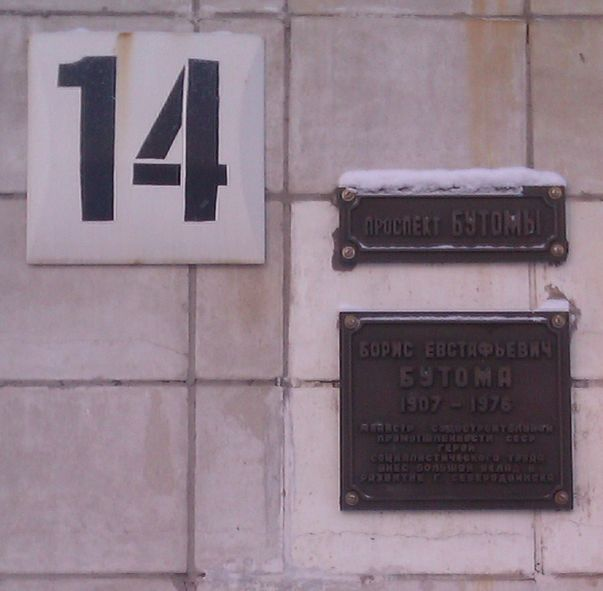
Мемориальная доска на доме № 14 по проспекту имени Б. Е. Бутомы в г. Северодвинск Архангельской области

В честь выдающегося руководителя судостроительной промышленности СССР Б. Е. Бутомы названы:
- Проспект имени Б. Е. Бутомы в Северодвинске (микрорайон Ягры). На доме № 14 установлена мемориальная доска.
- Площадь Корабела Бутомы в Севастополе.
- Большой морской танкер «Борис Бутома» проекта 1559-В; зачислен в списки флота в 1978 году, по настоящее время (2017) несущий службу в составе Тихоокеанского флота России.
- Нефтерудовозы типа «Борис Бутома», проект 1593[4]; построена серия из 4 судов, головное судно спущено на воду в 1978 году на заводе «Океан», г. Николаев.
- На территории Дальзавода в г. Владивостоке 5 мая 1982 года поставлен памятник Б. Е. Бутоме[3].
- Улица в городе Калуге[5].
- В Николаеве ранее была улица имени Бутомы, которая в рамках закона о декоммунизации на Украине переименована в Курортную.
- Судостроительный завод «Залив» в г. Керчь носил имя Б. Е. Бутомы.

### В кинематографии
- В документальном фильме 2007 года «Сожжённые крылья. Предать конструктора» сообщается, что у конструктора Ростислава Алексеева, создавшего проекты многих экранопланов, было много недоброжелателей, среди которых, якобы, в том числе, и Б. Е. Бутома. По версии авторов фильма, причина гонений на изобретателя в том, что Алексеев обратился к Хрущёву через голову Б. Бутомы. В 1976 году, после аварии при испытании экраноплана, Алексеев приказом Б. Бутомы был отстранён от всех должностей.
- В биографическом художественном сериале «Обгоняя время» (2019 год) роль Б. Е. Бутомы исполнил Дмитрий Быковский-Ромашов